# Battaglia di Tierra Blanca
La battaglia di Tierra Blanca fu combattuta durante la rivoluzione messicana. Ebbe luogo a circa 35 miglia (56 km) a sud di Ciudad Juárez. Fu una vittoria importante per Pancho Villa sulle forze di José Inés Salazar, comandante delle forze fedeli al presidente Victoriano Huerta.
I due eserciti erano di numero quasi uguale (circa 5 500 soldati per i Villisti e 7 000 per i federali), ma le truppe federali di Salazar erano in teoria più disciplinate e avevano più artiglieria. La battaglia iniziò il 23 novembre 1913.
Il primo giorno vide un combattimento abbastanza indeciso. Il secondo giorno al contrario vide la cavalleria di Villa travolgere le truppe di Salazar. Questo combinato con la missione di Rodolfo Fierro di far esplodere gli armamenti dietro la linea, fece crollare le truppe di Salazar.
Il bilancio finale della battaglia fu di circa 1 000 federali uccisi e "solo" 300 Villisti.
Quel giorno il generale Villa catturò 4 locomotive, 7 mitragliatrici, cavalli, fucili e 400 000 munizioni per armi di piccolo calibro.
Tutti i soldati federali catturati furono giustiziati.